# (7778) Markrobinson
(7778) Markrobinson est un astéroïde de la ceinture principale aréocroiseur.

## Description
(7778) Markrobinson est un astéroïde aréocroiseur. Il présente une orbite caractérisée par un demi-grand axe de 2,38 UA, une excentricité de 0,33 et une inclinaison de 19,6° par rapport à l'écliptique.

## Compléments